# Пам'ятник на честь проголошення столиці ЗУНР у Станиславові

Пам'ятник на честь проголошення столиці ЗУНР, Івано-Франківськ

Пам'ятник на честь проголошення столиці ЗУНР у Станиславові — пам'ятник на честь проголошення Західноукраїнської Народної Республіки в місті Івано-Франківську, в якому ця подія і відбулася.

## Загальні дані
Пам'ятник розташований у центральній частині міста на майданчику перед Домом правосуддя (вул. Грюнвальдська, 11), в якому містяться численні юридичні установи — Івано-Франківське обласне управління юстиції, міська асоціація адвокатів, територіальне управління Державної судової адміністрації України в Івано-Франківській області.
Автор монумента — скульптор Володимир Довбенюк.

## Опис
У чотирьох нішах постаменту автор пам'ятника розмістив барельєфи видатних діячів ЗУНРу: Євгена Петрушевича (1863—1940), Дмитра Вітовського (1887—1919), Льва Бачинського (1872—1930) і Костянтина Левицького (1859—1941), а над ним встановив стилізовану фігуру січового стрільця.

## З історії
У 2004 році, в день 85-ї річниці створення Західно-Української Народної Республіки в Івано-Франківську відбулось святкове відкриття пам'ятника на честь столиці ЗУНР. Монумент встановлений перед Будинком правосуддя, де в 1919 році знаходився секретаріат ЗУНРу. За СРСР у цій будівлі був обком партії, перед будинком були висаджені ялинки, між якими стояли пам'ятники Леніну і Сталіну, демонтовані з початком демократизації суспільного життя як знаки уславлення ворогів українського народу.
Пам'ятний знак на честь проголошення столиці ЗУНР в Станиславові був встановлений завдяки фінансовому сприянню уродженця Єзуполя діяспорянина Володимира Войцюка, і став на той час четвертим, до фінансування яких долучився меценат.

## Виноски
1. ↑  Органи юстиції Івано-Франківської області [Архівовано 14 березня 2010 у Wayback Machine.] на info-life.com.ua (Інформаційний портал Прикарпаття) [Архівовано 25 січня 2011 у Wayback Machine.]
2. ↑  Пам'ятник в честь проголошення столиці ЗУНР в Станіславові на www.ivfrankivsk.if.ua. Архів оригіналу за 3 лютого 2014. Процитовано 24 жовтня 2010.
3. ↑  Івано-Франківськ. Прогулянка перша. (за 27 серпня 2009 року) [Архівовано 1 вересня 2009 у Wayback Machine.] на ЖЖ «І ти, Брут?». Нотатки здивованого журналіста [Архівовано 16 січня 2012 у Wayback Machine.]